# Twinnie Lee Moore
Twinnie Lee-Moore es una actriz y cantante británica, más conocida por haber interpretado a Porsche McQueen en la serie Hollyoaks.

## Biografía
Se unió al "Summer Youth Project".
Salió con el cantante Max Milner, pero la relación terminó. Vive con el ingeniero de sonido Aaron Buck.

## Carrera
Dirigió tres talleres de danza del West End para grupos de edades entre 6-11 años, 12-21 años y de 21 años en adelante en "York Dance Works".
En 2003 obtuvo su primer papel principal con el "Summer Youth Project" luego de ser escogida para interpretar a Dorothy Gale en la obra The Wizard of Oz.
En 2012 audicionó para el programa de canto The Voice UK; sin embargo, no fue escogida. En 2013 apareció como invitada en la serie médica Doctors, donde dio vida a Nikki Allcott. Ese mismo año interpretó a Mary en la película Ironclad: Battle for Blood. El 4 de noviembre de 2014, se unió al elenco principal de la serie británica Hollyoaks, donde interpretó a Porsche McQueen, hasta el 24 de diciembre de 2015.

## Filmografía

### Series de televisión
| Año         | Título    | Personaje       | Notas                    |
| ----------- | --------- | --------------- | ------------------------ |
| 2014 - 2015 | Hollyoaks | Porsche McQueen | 102 episodios            |
| 2013        | Doctors   | Nikki Allcott   | episodio "Ring of Truth" |

### Películas
| Año  | Título                       | Personaje | Notas |
| ---- | ---------------------------- | --------- | --- |
| 2014 | Ruby Strangelove Young Witch | Sara      | junto a Stephen Rea, Ed Stoppard, Corey Johnson, Seanna Pereira y Chènusè Aïtchédji                            |
| 2014 | Inconceivable                | Actriz    | junto a Lindsay Lohan                                                                                          |
| 2013 | Ironclad: Battle for Blood   | Mary      | junto a Michelle Fairley, Roxanne McKee, Tom Austen, Danny Webb, Predrag Bjelac, Andy Beckwith y David Rintoul |

### Teatro
| Año         | Obra                      | Personaje         | Director (a) | Teatro              |
| ----------- | ------------------------- | ----------------- | ------------ | ------------------- |
| 2011 - 2012 | Rock of Ages              | Sherrie / Justice | -            | Shaftesbury Theatre |
| 2011        | -                         | Latina            | -            | -                   |
| 2010        | Flashdance The Musical    | Jazmin            | -            | Shaftesbury Theatre |
| 2009 - 2010 | Chicago                   | Velma Kelly       | -            | -                   |
| 2010        | A Chorus Line             | -                 | -            | -                   |
| 2008        | Footloose                 | Ariel Moore       | -            | -                   |
| 2003        | The Wizard of Oz          | Dorothy Gale      | -            | -                   |
| -           | Everything's Fucked       | -                 | -            | -                   |
| -           | We Will Rock You          | -                 | -            | -                   |
| -           | Desperately Seeking Susan | -                 | -            | -                   |
| -           | Oliver!                   | Bet               | -            | -                   |
| -           | Annie                     | Lily              | -            | -                   |